# 엔포스4
엔포스4(nForce4)는 2004년 10월 엔비디아가 출시한 메인보드 칩셋이다. 이 칩셋은 AMD 64비트 프로세서(소켓 939, 소켓 AM2, 소켓 754)와 인텔 펜티엄 4 LGA 775 프로세서를 지원한다.

## 사우스브리지

### 엔포스400/405/410/430
엔포스400/405/410/430은 엔포스4 기반 사우스브리지를 가리키며 이것들은 내장 그래픽스의 칩셋 구성을 위해 지포스 6100/6150 시리즈 노스브리지와 함께 사용된다. 이 조합은 엔포스2 IGP 칩셋의 후속이다.

## 같이 보기
- 엔비디아 엔포스 칩셋 비교
- 엔포스 500